# 渋谷遥華
渋谷 遥華（しぶや はるか、2月7日 - ）は埼玉県出身のキャスター・リポーターである。所属事務所はライムライト。

## 略歴
- 國學院大学法学部法律学科卒業。
- 2009年9月から12月 と 2010年4月から12月に中国留学。
- 2012年より株式会社ライムライト所属。

## 出演番組
- デイリーニュース 県西版 （JCN関東）
- スタジオ21 TODAY（TCN）
- レースライブ キャスター、リポーター（スカパー）
- KEIRIN LIVE〜夢見マクリ!S級新聞社（2013年4月 - 2014年3月、BS日テレ アシスタント
- THESPA STADIUM（2013年4月 - 、J:COM 群馬） - ザスパクサツ群馬 応援番組 MC
- 第95回全国高等学校野球選手権大会 東・西 東京大会（2013年〜、東京MX） - レポーター
- 伊勢崎オートレース中継 - レポーター、インタビュアー（群馬テレビ、CS）
- おはよう沖縄（2018年4月 - 2020年9月、NHK沖縄）